# Bodunha
Bodunha, właśc. Mateus Manuel Agostino (ur. 28 lipca 1974 w Luandzie) – angolski piłkarz grający na pozycji obrońcy.

## Kariera klubowa
Swoją karierę piłkarską Bodunha rozpoczął w klubie Petro Atlético. W 1992 roku zadebiutował w jego barwach w pierwszej lidze angolskiej. Grał w nim do 1998 roku, w tym czasie cztery razy zdobywając mistrzostwo Angoli (1993, 1994, 1995, 1997), a także cztery razy Puchar Angoli (1993, 1994, 1997, 1998).
W 1998 roku Bodunha wyjechał do Portugalii, a jego pierwszym klubem w tym kraju był drugoligowy Sporting Espinho. Występował w nim przez dwa sezony.
W 2000 roku Bodunha przeszedł do pierwszoligowego SC Salgueiros. Swój ligowy debiut w nim zanotował 17 września 2000 w przegranym 1:2 wyjazdowym meczu z SC Farense. Zawodnikiem Salgueiros był przez dwa lata.
Latem 2002 Bodunha został zawodnikiem także pierwszoligowego SC Braga. Zadebiutował w nim 24 sierpnia 2002 w zremisowanym 0:0 wyjazdowym spotkaniu z CD Santa Clara. W klubie z Bragi spędził sezon.
W sezonie 2003/2004 Bodunha grał w drugoligowym FC Maia, a w sezonie 2004/2005 był zawodnikiem innego drugoligowego klubu Gondomar SC. W 2005 roku wrócił do Petro Atlético i w 2007 roku zakończył w nim swoją karierę.

## Kariera reprezentacyjna
W reprezentacji Angoli Bodunha zadebiutował w 1996 roku. W 1998 roku został powołany do kadry Angoli na Puchar Narodów Afryki 1998. Rozegrał na nim jeden mecz, z Południową Afryką (0:0), w którym został ukarany czerwoną kartką. Grał też w COSAFA Cup 2000. W kadrze narodowej grał do 2004 roku.